# Спицын, Валерий Анатольевич
Вале́рий Анато́льевич Спи́цын (5 декабря 1965, Магнитогорск) — советский и российский легкоатлет, чемпион Европы в ходьбе на 50 километров. Заслуженный мастер спорта России.

## Карьера
На чемпионате СССР по спортивной ходьбе 1991 года, в городе Сочи, завоевал серебряную медаль на дистанции 30 км.
В 1992 году победил на чемпионате СНГ по спортивной ходьбе на 50 км, что позволило ему поехать на Олимпийские игры 1992 года.
На Олимпийских играх 1992 года Спицын выступал за Объединённую команду. На дистанции в 50 километров он занял 4-е место. Через год на чемпионате мира Валерий выступал за Россию и завоевал бронзовую медаль. В 1994 году на чемпионате Европы Спицын выиграл золото.
На чемпионате мира 1995 года и на Олимпиаде в Сиднее Валерию не удалось финишировать.
21 мая 2000 года на чемпионате России, за 4 месяца до Олимпийских игр, Валерий Спицын в Москве установил мировой рекорд в ходьбе на 50 километров.

## Личная жизнь
В 1998 году окончил Магнитогорский государственный университет.